# كارلوس هومبيرتو رييس
كارلوس هومبيرتو رييس هو نقابي وسياسي هندوراسي، ولد في 10 يوليو 1941 في سان بيدرو سولا في هندوراس.